# Anglès irlandès
L'anglès irlandès o hiberno-anglès (en anglès, Irish English o Hiberno‐English) és el conjunt de dialectes de l'anglès que es parlen a tota l'illa d'Irlanda (República d'Irlanda i Irlanda del Nord), com la parla de l'Ulster, la de Dublín, la de Cork o una parla estàndard de la major part de la República (però que no es coneix a l'Ulster). Es calculen 4,5 milions de parlants, incloent-hi nuclis d'emigrants a Anglaterra i Escòcia.
L'anglès arribà a Irlanda amb la invasió normanda de finals del segle xii. Inicialment es parlava sobretot en una zona fortificada dita La Palissada, als voltants de Dublín. Durant la Dinastia Tudor, la llengua i la cultura gaèliques recuperaren la major part del terreny perdut a mans dels colonitzadors, fins i tot a l'interior de La Palissada.
Tanmateix, la conquesta i colonització angleses d'Irlanda en el segle xvi van donar una nova embranzida a l'ús de l'anglès. A mitjan segle xix l'anglès ja era la llengua majoritària a Irlanda, situació que continua actualment, i fins i tot els parlants natius de gaèlic irlandès, la llengua nacional, parlen l'anglès amb tota naturalitat.
L'anglès irlandès presenta influències del gaèlic irlandès, però també conserva diversos arcaismes anglesos de l'època de la colonització. La major part dels trets diferencials es troben només en la parla oral, ja que per escrit el dialecte s'apropa molt més a l'anglès britànic estàndard. A diferència de l'anglès americà, l'anglès irlandès no té una ortografia pròpia i fa servir la britànica.